# 42073 Норін
42073 Норін (42073 Noreen) — астероїд головного поясу, відкритий 2 січня 2001 року.
Тіссеранів параметр щодо Юпітера — 3,065.